# جان باتيست بورداس
جان باتيست بورداس (بالفرنسية: Jean-Baptiste Bordas)‏ هو مدرب كرة قدم ولاعب كرة قدم فرنسي في مركز الوسط، ولد في 8 فبراير 1938 في أورليان في فرنسا. شارك مع منتخب فرنسا الأولمبي لكرة القدم. أما مع النوادي، فقد لعب مع نادي بيزيرز ونادي سانت إتيان ونادي لوهافر.

## وصلات خارجية
- جان باتيست بورداس على موقع الاتحاد الدولي (مؤرشف)  (الإنجليزية)
- جان باتيست بورداس على موقع قاعدة بيانات كرة القدم.إي يو (الإنجليزية)
- جان باتيست بورداس على موقع عالم كرة القدم.نت (الإنجليزية)
- جان باتيست بورداس على موقع أوليمبيديا (الإنجليزية)